# Cens dels Estats Units del 1940

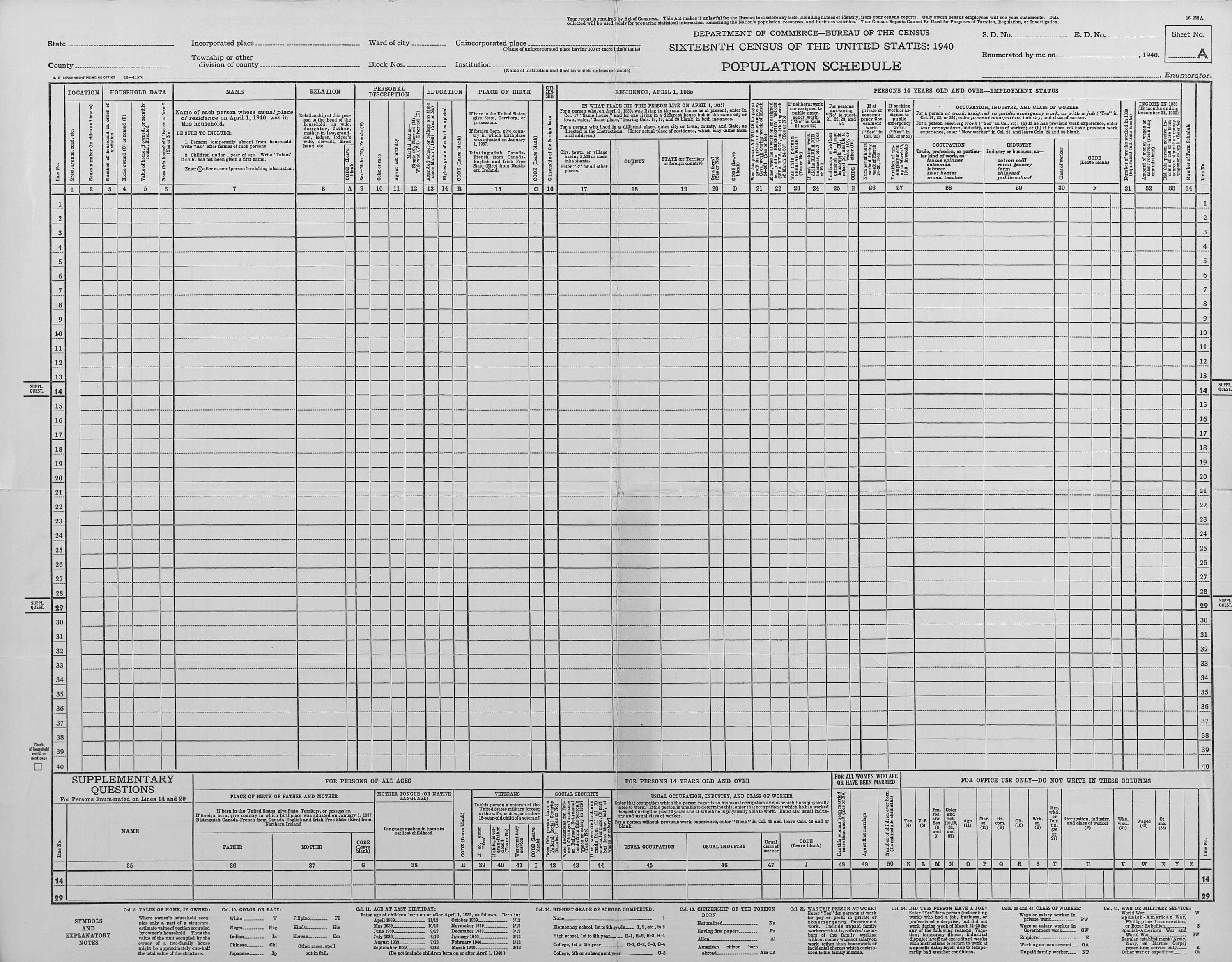
Pàgina del cens de 1940

El Cens dels Estats Units del 1940, va ser el 16è cens dels Estats va ser dirigit per l'Oficina del Cens dels Estats Units, determinà que la població resident als Estats Units era de 132.164.569, amb un increment del 7,3% respecte a les 123.202.624 persones del cens del 1930. Aquest cens va introduir tècniques de mostreig, una de cada 20 persones van tenir preguntes addicionals del cens.

## Preguntes del cens
El cens del 1940 demanava la següent informació:
- adreça
- casa pròpia o llogada
  - si és la pròpia, el valor
  - si era llogada, l'import del lloguer mensual
- si era una granja
- nom
- relació amb el cap de casa (head of household)
- sexe
- raça
- edat
- estat marital
- assistència a l'escola
- educació
- lloc de naixement
- si és forà, la ciutadania
- lloc de residència fa cinc anys i si era en una granja
- estatus del lloc de treball
- si es treballa, si era en empreses privades o públiques o (WPA, CCC, NYA, etc.)
  - si era en empresa privada hores treballades a la setmana
  - durada del temps sense ocupació
- ocupació, indústria i classe de treballador
- setmanes treballades l'any anterior
- ingressos el darrer any

## Rànquing estatal
| Rang | Estatal               | Població   | Regió      |
| ---- | --------------------- | ---------- | ---------- |
| 1    | Nova York             | 13,479,142 | North East |
| 2    | Pennsilvània          | 9,900,180  | North East |
| 3    | Illinois              | 7,897,241  | Midwest    |
| 4    | Ohio                  | 6,907,612  | Midwest    |
| 5    | Califòrnia            | 6,907,387  | West       |
| 6    | Texas                 | 6,414,824  | South      |
| 7    | Michigan              | 5,256,106  | Midwest    |
| 8    | Massachusetts         | 4,316,721  | North East |
| 9    | Nova Jersey           | 4,160,165  | North East |
| 10   | Missouri              | 3,784,664  | Midwest    |
| 11   | Carolina del Nord     | 3,571,623  | South      |
| 12   | Indiana               | 3,427,796  | Midwest    |
| 13   | Wisconsin             | 3,137,587  | Midwest    |
| 14   | Geòrgia               | 3,123,723  | South      |
| 15   | Tennessee             | 2,915,841  | South      |
| 16   | Kentucky              | 2,845,627  | South      |
| 17   | Alabama               | 2,832,961  | South      |
| 18   | Minnesota             | 2,792,300  | Midwest    |
| 19   | Virgínia              | 2,677,773  | South      |
| 20   | Iowa                  | 2,538,268  | Midwest    |
| 21   | Louisiana             | 2,363,880  | South      |
| 22   | Oklahoma              | 2,336,434  | South      |
| 23   | Mississipi            | 2,183,796  | South      |
| 24   | Virgínia de l'Oest    | 1,961,974  | South      |
| 25   | Arkansas              | 1,949,387  | South      |
| 26   | Carolina del Sud      | 1,899,804  | South      |
| 27   | Florida               | 1,897,414  | South      |
| 28   | Maryland              | 1,821,244  | South      |
| 29   | Kansas                | 1,801,028  | Midwest    |
| 30   | Washington            | 1,736,191  | West       |
| 31   | Connecticut           | 1,709,242  | North East |
| 32   | Nebraska              | 1,315,834  | Midwest    |
| 33   | Colorado              | 1,123,296  | West       |
| 34   | Oregon                | 1,089,684  | West       |
| 35   | Maine                 | 847,226    | North East |
| 36   | Rhode Island          | 713,346    | North East |
| x    | Districte de Colúmbia | 663,091    | South      |
| 37   | Dakota del Sud        | 642,961    | Midwest    |
| 38   | Dakota del Nord       | 641,935    | Midwest    |
| 39   | Montana               | 559,456    | West       |
| 40   | Utah                  | 550,310    | West       |
| 41   | Nou Mèxic             | 531,818    | West       |
| 42   | Idaho                 | 524,873    | West       |
| 43   | Arizona               | 499,261    | West       |
| 44   | Nou Hampshire         | 491,524    | North East |
| 45   | Vermont               | 359,231    | North East |
| 46   | Delaware              | 266,505    | South      |
| 47   | Wyoming               | 250,742    | West       |
| 48   | Nevada                | 110,247    | West       |